# 秦沈客运专线
秦瀋客运专线是中国一条连接河北省与辽宁省的客运专线，西起秦皇島站，经秦皇島、葫芦岛、锦州、盘锦、鞍山、瀋陽，东至沈阳北站，全线总长404公里。此线是中国九五计划中的重点建设项目，是首条设计时速250公里/小时的高速铁路，也是《中长期铁路网规划》中“八纵八横”高速铁路网的重要组成部分。 2003年开通营运。
2006年12月31日起，秦瀋客运专线和京秦铁路、原长大铁路沈阳至长春段、长滨铁路合并为京哈铁路。

## 沿线车站
| 秦沈客运专线 |          |          |          |                |                                             |                             |
| 车站名称     | 所在地区 | 所在地区 | 所在地区 | 启用日期       | 连接铁路                                    | 连接的城市轨道交通          |
| 秦皇岛站     | 河北省   | 秦皇岛市 | 海港区   | 1984年9月28日  | 津山铁路 津秦客运专线 大秦铁路              |                             |
| 山海关站     | 河北省   | 秦皇岛市 | 山海关区 | 1894年6月      | 津山铁路 沈山铁路                           |                             |
| 东戴河站     | 辽宁省   | 葫芦岛市 | 绥中县   | 2014年2月25日  |                                             |                             |
| 绥中北站     | 辽宁省   | 葫芦岛市 | 绥中县   | 2003年10月12日 |                                             |                             |
| 兴城西站     | 辽宁省   | 葫芦岛市 | 兴城市   | 2023年6月30日  |                                             |                             |
| 葫芦岛北站   | 辽宁省   | 葫芦岛市 | 连山区   | 2003年10月12日 |                                             |                             |
| 高桥北站     | 辽宁省   | 葫芦岛市 | 南票区   | 暂缓开通       |                                             |                             |
| 锦州南站     | 辽宁省   | 锦州市   | 太和区   | 2003年10月12日 |                                             |                             |
| 凌海南站     | 辽宁省   | 锦州市   | 凌海市   | 2021年8月3日   | 朝凌高速铁路                                |                             |
| 盘锦北站     | 辽宁省   | 盘锦市   | 盘山县   | 2004年4月18日  | 盘营客运专线                                |                             |
| 高升北站     | 辽宁省   | 盘锦市   | 盘山县   | 暂缓开通       |                                             |                             |
| 台安站       | 辽宁省   | 鞍山市   | 台安县   | 2003年10月12日 |                                             |                             |
| 辽中站       | 辽宁省   | 沈阳市   | 辽中区   | 2003年10月12日 |                                             |                             |
| 沈阳北站     | 辽宁省   | 沈阳市   | 皇姑区   | 1990年12月22日 | 京沈客运专线 哈大客运专线 沈吉铁路 沈大铁路 | 沈阳地铁2号线 沈阳地铁4号线 |

## 历史

### 背景
已经运营了近100年的沈山铁路（从关东铁路通车算起）是最早连接山海关内外的铁路干线，也一直承担着繁忙的客运和货运列车车流。改革开放后，沿线地区大幅发展，沈山铁路渐渐达到了运能的上限；为了满足出入山海关的客运需求，1997-2001年间，沈山铁路上增加了多对客运列车，同时减少了一些货运列车。虽然在“大提速”过程中，沈山铁路建成了复线、加装了自动闭塞，运能得以扩大，但是作为既有线，进一步的改造会涉及到铁轨、桥隧、弯道等部分，而这些改造必然会限制区间的通过能力和运行速度，这将进一步压缩本就紧张的运输能力。
根据2003年的测算，来往沈阳和山海关之间的乘客中，高达85%的乘客为“直通客流”——这些乘客只是乘车经过这一区间，而不来往沿线的城市，而当时中国大陆铁路网中的直通客流比例只有24%。因此，在这里修建一条提高客运能力的铁路是符合需求的。
另一方面，迅速发展的航空和公路两种交通逐渐开始蚕食铁路的市场。由于90年代时，中国铁路的列车平均时速只有50公里/小时，而且还经常面临严重超员的情况，旅客逐渐转向速度更快的民航，或是相对方便的公路交通。为扭转逐渐流失的客流，铁道部提出了提速计划以缩短路途的时间。
为缓解沈阳-山海关之间的运输需求，也为了中国铁路的提速，铁道部规划了这条连接秦皇岛经山海关至沈阳的客运专线；在本线建成后，沈山铁路将主要承担货车的运输，而本线将承担客车和高速列车的通行。

### 规划
秦沈客运专线的规划自1986年启动，至1999年确定；铁三院曾参与该线的前期研究。秦沈客运专线工程需新建线路371公里，改建秦皇岛、山海关地区线路20公里，沈阳枢纽内线路14公里。线路将建成12座车站，其中改造的既有车站有沈阳北、皇姑屯、山海关和秦皇岛4个车站，首批新建的车站有绥中北、葫芦岛北、锦州南、盘锦北、台安、辽中6个，平均站距为60公里。预计的通过能力为100对/日。预计通车后，秦沈客运专线上将运行时速200、160和140公里/小时的客车，而时速120公里/小时的客车和货运列车将继续经行沈山铁路。
全线的工程由铁三院设计，铁道部工程管理中心承建。

#### 中国高铁的起点
当时的中国高速铁路还在论证阶段，铁道部在论证中主张轮轨高速铁路方案，而科技部和一部分科学家，甚至时任总理朱镕基都提议采用磁懸浮技术；在这种背景下，中国高铁并没有建立相应的标准，铁道部在申报本线的项目时也就没有使用“高速铁路”的名称，而是采用了“客运专线”一词。
秦沈客运专线在建设时曾面临160公里/小时、200公里/小时和250公里/小时三个速度选择，以及客货混运铁路和客运专线两个功能选择；在确定了中国高速铁路网的规划及比较了成本后，本线最后确认为设计时速200公里/小时的客运专线。作为中国第一条高速铁路，秦沈客运专线的初期时速为160公里/小时，并计划在通车不久后提速至200公里/小时，同时预留继续提速的条件，而山海关-绥中北区间的设计速度更达到了300公里/小时。
鉴于以上的建设要求，本线在设计时就对线路、桥隧和列车有着严格的要求，以保证乘客能在时速200公里/小时的列车中享有与普通列车一样的舒适感。由于本线沿线的地理条件较好，人口密度小，本线设计的最小曲线半径达到了3.5公里。考虑到提速至250公里/小时为远期计划，届时路基沉降将趋于稳定，本线的桥梁和路基仍按照200公里/小时的要求设计；具体的标准为：沉降速率不大于4厘米/年，一般地段最终沉降不大于15厘米，桥台台尾不超过8厘米，而且不能出现“桥头跳”的情况，而列车经过时基床的弹性形变则必须控制在3.5~4毫米之间。与之相比的是中国高速铁路的首次“试水”——1980年代末进行的廣深鐵路准高速改造工程；在不到20年时间里，广深铁路的部分路段就出现了50厘米的沉降。
本线同时还采用了一次性铺成的、60公斤/米的无缝钢轨三段共377.23公里，其中最长的一段为201公里。本线还采用了当时岔道号码最大（号码越大，分岔角越小）的38号可动心道岔；这种道岔的直线通过速度为250公里/小时，侧向通过速度达到了140公里/小时。
另外，由于在200公里/小时的时速下，驾驶员将无法看清路面的景物，所以本线将不设立任何路面的信号机，而改用机车信号和自动闭塞相结合、通过安萨尔多STS研制的车载无线数字电话沟通、通过车载传真机打印调度命令的列车信号体系。

### 建造
秦沈客运专线于1999年8月16日在山海关站正式開工:103，2002年12月31日正式竣工。参加建设的共有铁路系统的30个局级建设单位。全线工程造价161.2亿元，平均3984万元/公里。
工程开展的地区地形和地质条件较好，除秦皇岛至凌海间为丘陵夹平原，沿线局部有沙丘外，其余地区多为平原。虽然如此，但是大部分参建单位都是第一次建造这样一条技术、工艺和规范都严苛许多的客运专线，多少都有些手足无措。为确保本线严格的标准，各个施工单位都投入了不少资金来保证施工的机械化、规模化和标准化，而且还建立了工程质量的责任档案，甚至还在完工的大桥、涵洞上留下刻有施工单位和人员的铭牌。为控制路基的沉降高度，保证路线的平顺，本线路基的密度超过普通线路路基达10%，而且在不同刚度的地基间还铺设了过渡段。铺设轨道的过程也引入了当时国际上的先进标准；施工方研制出了成套的铺轨设备，加上先进的轨道长距离焊接技术，得以完成轨枕的连续铺设；全线的轨道在2002年6月16日贯通。为保证铁路开通后的安全，全线20%的里程为桥梁，而且全线区间都在两侧安装了高达2米的铁网（由于建造时间较早，秦沈客专大部分路段未采用后来客运专线普遍使用的水泥护栏）。
2002年8月20日，山海关-绥中北段接触网开始供电，为接下来的列车冲高实验提供了条件。11月10日，全线电气化工程完工，4天后全线进行了冷滑。
在施工期间，时任铁道部副部长蔡庆华曾三次视察位于辽西的工地，时任中国铁道建筑总公司总经理的王振侯曾三次参加工作会议，时任公司党委书记李国瑞几乎走遍了本线的各个工地。

### 试验段
为确保新技术的成功运用，铁道部在本线山海关-绥中北区间设置了长66.8公里的300公里/小时试验段；工程于1999年8月起动工，2001年12月完工。随后，铁道部在该段上进行了数次实验：
| 次数 | 时间              | 使用列车               | 最高速度（公里/小时） |
| ---- | ----------------- | ---------------------- | --------------------- |
| 1    | 2001年12月        | 神州号NZJ2型内燃动车组 | 210                   |
| 2    | 2002年9月5日-15日 | 先锋号电力动车组       | 292                   |
| 3    | 2002年12月15日    | “中华之星”电力动车组   | 321.5                 |

在三次实验完成后还进行了沈阳北-山海关段200-250公里/小时时速的全程贯通实验。在实验中，技术人员还应用了美国铁路协会开发的Nucars软件来监测轨道和列车的信息。历次实验后的结果显示，秦沈客运专线的曲线线型设计合理，安全性能与日本新幹線在同一个水平，只是动力学性能相比起来略显不足。

### 合并
2006年12月31日起，秦瀋客运专线和京秦铁路、原哈大铁路哈尔滨至沈阳段合并为京哈铁路，故秦瀋客运专线现在已是京哈铁路的秦沈段。

## 运营

### 正式运营

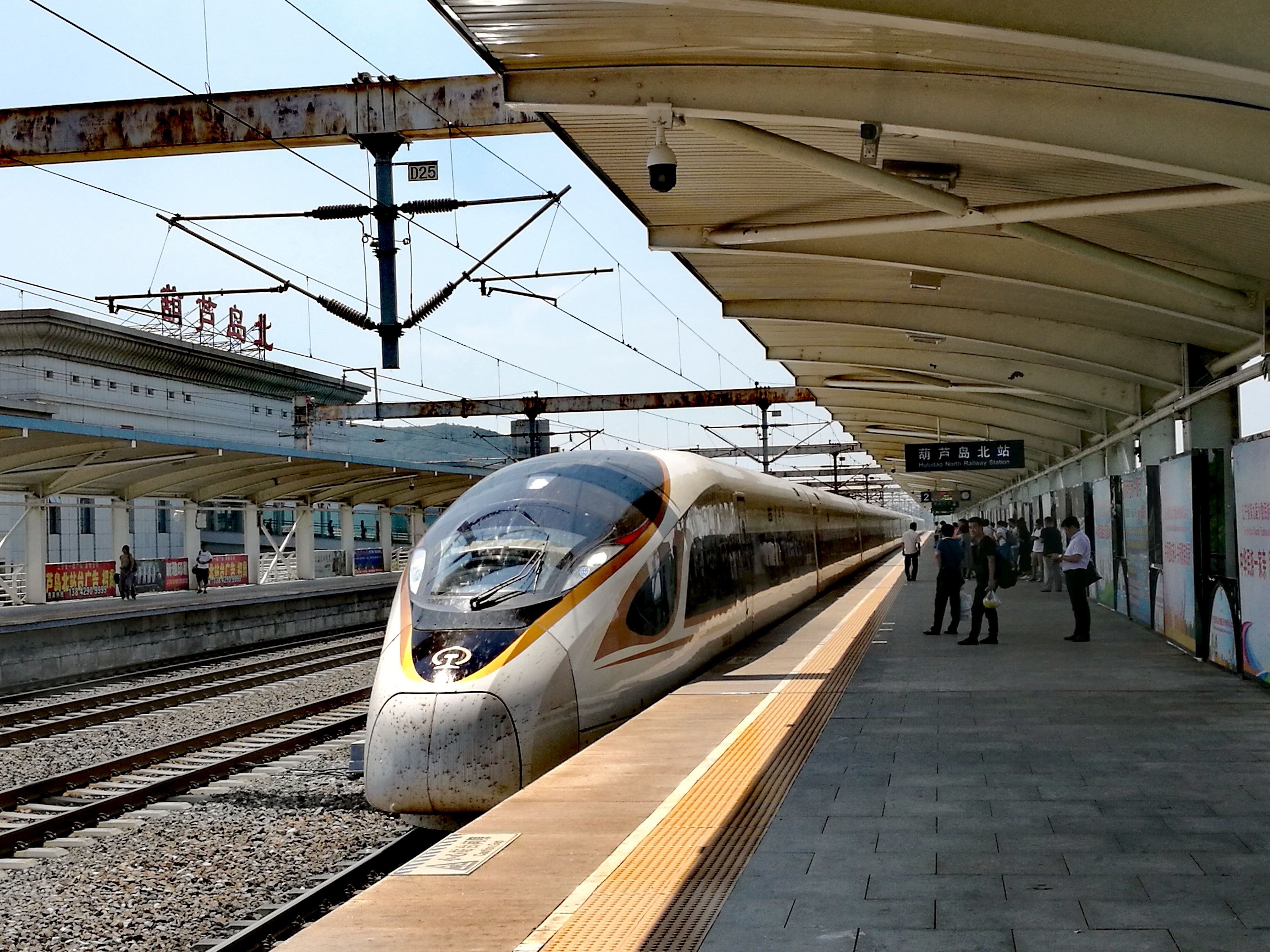
复兴号CR400BF动车组列车在京哈铁路秦沈段

2003年10月11日，秦沈客运专线正式开通，北京局和沈阳局的首趟列车分别在11日和12日发出。在开通初期，两铁路局共开出了26个车次，其中北京局开出了4对特快、2对快速列车，沈阳局开出了4对特快、3对快速列车。在运营初期，秦沈客运专线并没有使用设计时速运行，而是仍然按照原先在沈山铁路上的时刻表运行，运价也是按照沈山铁路的价格来计算的；这是因为铁路部门担心乘客无法接受突然提高的运价，也是因为本线的造价并不高昂，而且来往关内外的客流量也非常巨大而且稳定，票价足以回本。
最先在本线上投入正式运营的列车是当时最先进的；其中机车头为韶山9型电力机车，时速可达到170公里/小时，适合牵引主干线上高速度、多编组的旅客列车；而投入的客车车厢为25K型客车，时速可达到160公里/小时；初期上线运营的动车组则是“先锋号”和“中华之星”。第一批驾驶经过本线的进京列车的司机一共有70位，均由沈阳机务段从全段1000多名司机中严格筛选、培训和考核后才取得的资格。

## 事故
2005年11月17日，北京站开往丹东站的K27次列车运行至秦沈客运专线锦州南站至盘锦北站区间时，因机后第2位空调发电车后部燃油炉间着火，使用灭火器灭火无效后，检车乘务长使用紧急制动阀停车，造成秦沈客运专线下行线759号～761号工作支接触网烧断，工、非支承力索及非支接触线烧伤；车厢损毁1辆；并未造成人员伤亡。至当日5时10分区间开通，中断下行线行车4小时20分，构成旅客列车火灾大事故。事故原因为发电车乘务员未按规定检查设备，使发电车燃油炉输油管漏泄无法及时处理，导致事故的发生。

## 影响
在之前的中国铁路规划里，线路基本为客货混运，秦沈客运专线是第一条专门承担客运功能的铁路，这在中国的铁路建设中开了先河；之后，中国高速铁路建设的方向逐渐从提速改造既有线转向新建线路。秦沈客运专线的开通，极大地缓解了沈山铁路紧张的运输需求，也为未来中国高速铁路网的布局打下了基础。本线的开通和改造后的京秦铁路一同构成了“京秦沈客运通道”，促进了第五次大提速的到来和京哈动车组列车的开行，也促进了“沿海通道”的形成。
在当时中国铁路的平均时速刚刚提高到60公里/小时的情况下，秦沈客运专线就达到了160公里/小时的时速，所以本线的速度被称为“世纪提速”，而本线也被称为中国铁路的“世纪婴儿”。作为中国第一条客运专线，本线成为中国高速铁路的技术和装备试验基地；在修建中采用的诸多新技术和标准，例如不同刚度地基间的过渡段、大号码的道岔和新型的信号系统等，都为后来在中国各地修建的高速铁路累积了宝贵的经验——根据秦沈客运专线的设计经验，京沪高速铁路的设计单位制定了的 《京沪高速铁路设计暂行规定》，这些经验后来也被应用在京津城际铁路、郑西客运专线和武广客运专线的设计、建设上。